# Universidad de Ibagué
La Universidad de Ibagué es una universidad privada con sede en Ibagué, Colombia. Fue Acreditada en Alta Calidad por el Ministerio de Educación Nacional mediante Resolución N° 010440 del 3 de octubre de 2019 y renovada su acreditación en mayo de 2024 mediante resolución N°07466. Fundada el 27 de agosto de 1980. Tiene 5 facultades, las cuales agrupan 17 programas de pregrado. En posgrado ofrece diez especializaciones y cinco maestrías. Diez de sus programas cuentan con reconocimiento de alta calidad por parte Ministerio de Educación Nacional.

## Historia
En la década de los setenta, fue una época en la que Ibagué se destacó en el plano nacional como ciudad musical y destino turístico para cultores y amantes de la música.
En medio de este ambiente de crecimiento de Ibagué como ciudad, las oportunidades debían también ampliarse y ajustarse a la nueva composición poblacional. Era necesario crear oportunidades para las mujeres, que ya habían comenzado a incursionar en el mercado laboral. También se pretendía que los jóvenes bachilleres encontraran en la ciudad alternativas de educación superior que diversificaran, ampliaran y complementaran la oferta de la Universidad del Tolima. Se intentaba lograr, además, que durante su permanencia en la universidad, estos jóvenes desarrollaran y profundizaran nexos afectivos con la región e incorporaran, dentro de sus planes de vida, la alternativa de vivir y trabajar en y por el Tolima.

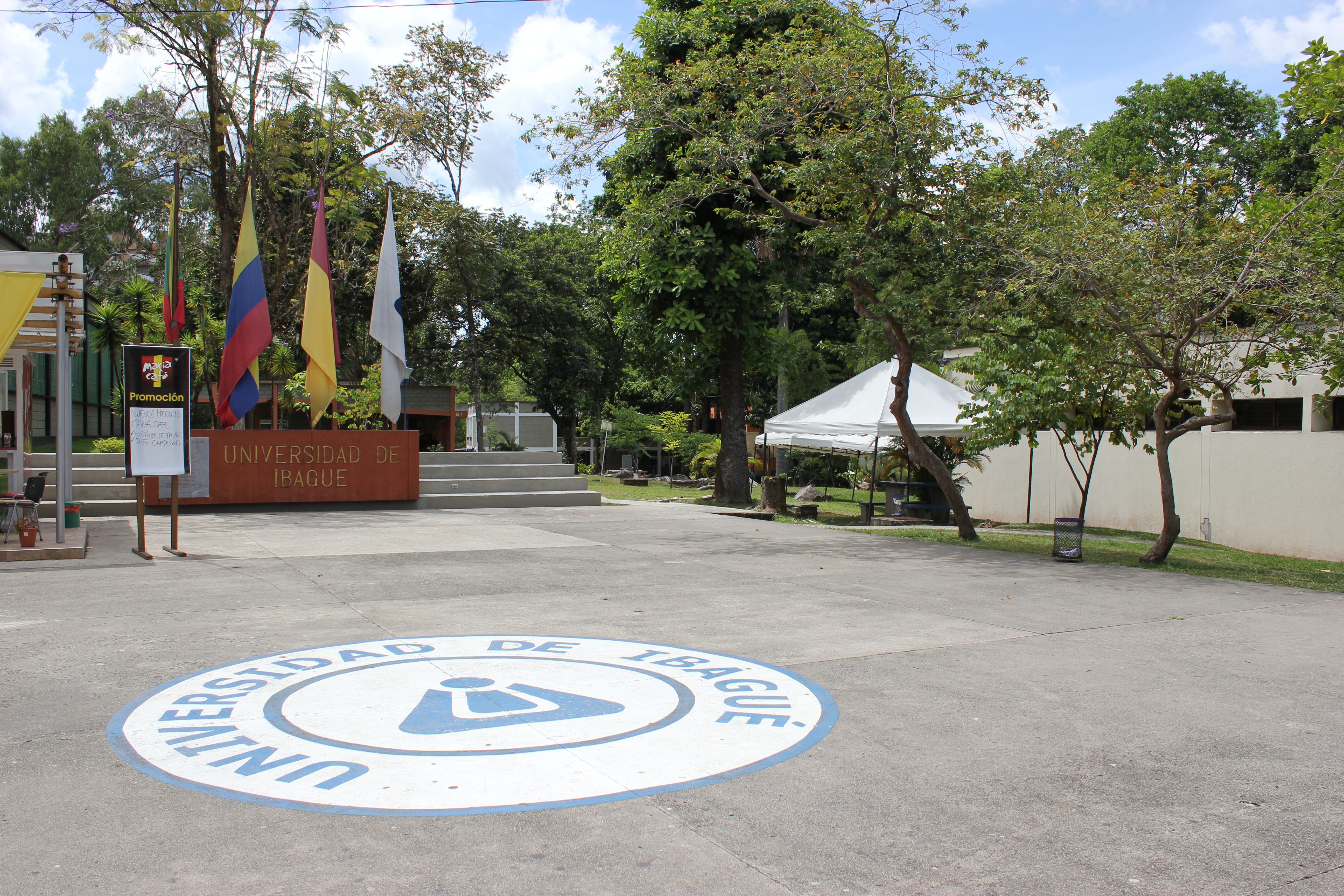
Patio de banderas Universidad de Ibagué

Hacia finales de la década de los setenta, la expansión de las oportunidades de educación superior era un asunto que inquietaba a un sector de líderes cívicos y empresariales de la ciudad. La iniciativa la tomó el señor Santiago Meñaca, empresario del sector agropecuario y líder cívico, comprometido con el desarrollo regional, quien convocó, en la sede de la empresa SIDA Ltda., a un grupo de empresarios de la región y les propuso debatir el tema y pensar en la posibilidad de crear una universidad, idea que después de amplia deliberación fue acogida con entusiasmo. Durante dos años, y con el acompañamiento de la Asociación para el Desarrollo del Tolima, se elaboraron los estudios requeridos por el Icfes y, el 27 de agosto de 1980, se firmó el acta de constitución de la nueva universidad que se llamaría la Corporación Universitaria de Ibagué, y se regiría bajo la ley 80 de 1980.
Fueron 22 las personas naturales y dos personas jurídicas quienes firmaron el Acta de Constitución de la nueva universidad. Un proyecto de esa envergadura requería, además, de mucho apoyo ciudadano. Así, además de los fundadores, muchas personas y entidades rodearon el proyecto y prestaron su colaboración, cada uno desde sus posibilidades: unos apoyaron en la comunicación con el Icfes; otros revisaron los planes de estudio de los programas académicos; algunos elaboraron encuestas y registraron matrículas; hubo quienes consiguieron los profesores; varias entidades prestaron sus oficinas; muchos visitaron los colegios y las empresas para entusiasmar a los futuros alumnos. Se consiguieron los locales para la parte administrativa, la biblioteca, los salones de clase y se gestionaron otros recursos que hicieron posible que la universidad abriera sus puertas a los tolimenses el 17 de agosto de 1981, con 338 estudiantes, en las instalaciones del Colegio Comfenalco, ubicado en la calle 14 entre séptima y octava de la ciudad de Ibagué.

## Fundadores
- Santiago Meñaca Castillo
- Eduardo De León Caicedo
- José Ossorio Bedoya
- Jesús María Pinto Guarnizo
- Alberto Suárez Casas
- Francisco Gómez Libreros
- Roberto Mejía Caicedo
- Luis Foción Aragón Rodríguez
- Salomón Tobar Díaz
- Enrique García Gómez
- Gustavo Cano Rivera
- Luis H. Rodríguez Arteaga
- Néstor Hernando Parra Escobar
- Luis Fernando Beltrán Céspedes
- Carlos Gustavo Cano Sanz
- Jaime Zorroza Landia
- Jaime Eduardo Rivas Ángel
- Oscar Danilo Reyes
- Jorge García Orjuela
- Jorge Posada Greiffestein
- Alfredo Gómez Pico
- Eduardo Sarmiento Lora
- Asociación para el Desarrollo del Tolima
- Corporación para el Desarrollo Humano

## Misión
La Universidad de Ibagué tiene como misión, promover la formación integral de líderes y empresarios con sólida formación científica y profesional, con arraigados principios éticos y morales, y comprometidos con el desarrollo social, cultural y económico regional.

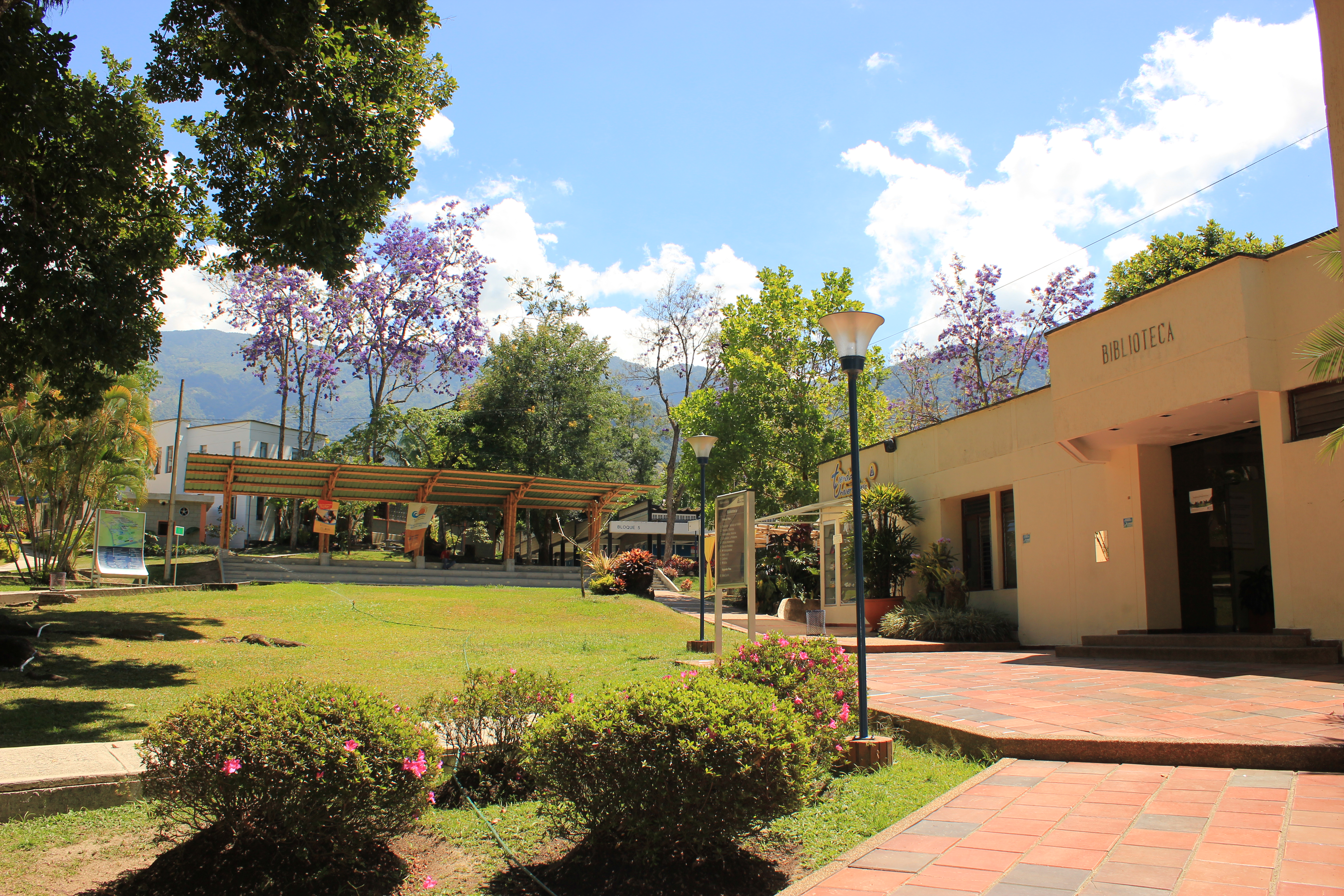
Biblioteca Universidad de Ibagué

Fomentará sin distingos de raza, nacionalidad o sexo, la formación profesional que procure el desarrollo integral del ser humano y contribuya al aprovechamiento de los recursos naturales de la región y al bienestar general de la comunidad.

## Rectores
- Natalia Ruiz Rodgers (2025- )
- Roberto De la Vega Vallejo (marzo-junio de 2025)
- Luis Enrique Orozco Silva (noviembre 2024-febrero 2025)
- Alfonso Reyes Alvarado (2020-2024)
- Gloria Piedad Barreto Bonilla (agosto-septiembre de 2020)
- Cesar Vallejo Mejía[7] (2018-2020)
- Hans Peter Knudsen (2017-2018)
- Carmen Inés Cruz (2016-2017)
- Alfonso Reyes Alvarado (2009-2016)
- Leonidas López (1993-2008)
- Carmen Inés Cruz (1986-1993)
- Luis H. Rodríguez (1985-1986)
- Luis Eduardo Quintero (1983-1985)
- Camilo Polanco (1980-1983)

## Formación
La Universidad inició labores académicas en cuatro programas: Administración Financiera, Contaduría Pública, Mercadotecnia e Ingeniería Industrial. Actualmente cuenta con 17 programas: 
- Ingeniería Civil
- Ingeniería Electrónica
- Ingeniería Industrial
- Ingeniería de Sistemas
- Ingeniería Mecánica
- Administración Financiera
- Administración de Negocios Internacionales
- Administración de Empresas
- Contaduría Pública
- Economía
- Mercadeo
- Biología Ambiental
- Derecho
- Arquitectura
- Psicología
- Comunicación Social y Periodismo
- Diseño

También tiene convenio de transferencia con la  Universidad Autónoma de Occidente de Cali, que permiten a los estudiantes cursar los cuatro primeros semestres de un programa de ingeniería en la Universidad de Ibagué y luego transferirse a la UAO para terminar sus estudios. 
La Universidad mantiene convenios con instituciones de amplia trayectoria en el campo de la educación superior del país y del extranjero; entre ellos se destacan los suscritos con las universidades de Salamanca y Castilla-La Mancha de España; Katholieke Universiteit Leuven y Universiteit Gent, de Bélgica, entre otros. Adicionalmente, se ha vinculado a redes académicas interdisciplinarias.
Durante los meses de junio y julio desarrolla la Escuela Internacional de Verano, en la cual ofrece cursos y seminarios de actualidad en diversas áreas del conocimiento, orientados por profesores con título doctoral provenientes de prestigiosas universidades en el ámbito internacional. 
En el área de educación continua: seminarios, talleres y diplomados en las diferentes áreas del saber y capacitaciones cerradas a empresas según necesidades específicas.

La Universidad cuenta con un bello campus ubicado en el barrio Ambalá, con zonas verdes, buena iluminación y espacios para la integración, que permiten el desarrollo propicio de la vida académica. Cuenta con más de 164.000 metros cuadrados de campus con zonas verdes y espacios para la integración y el desarrollo de la vida académica. 

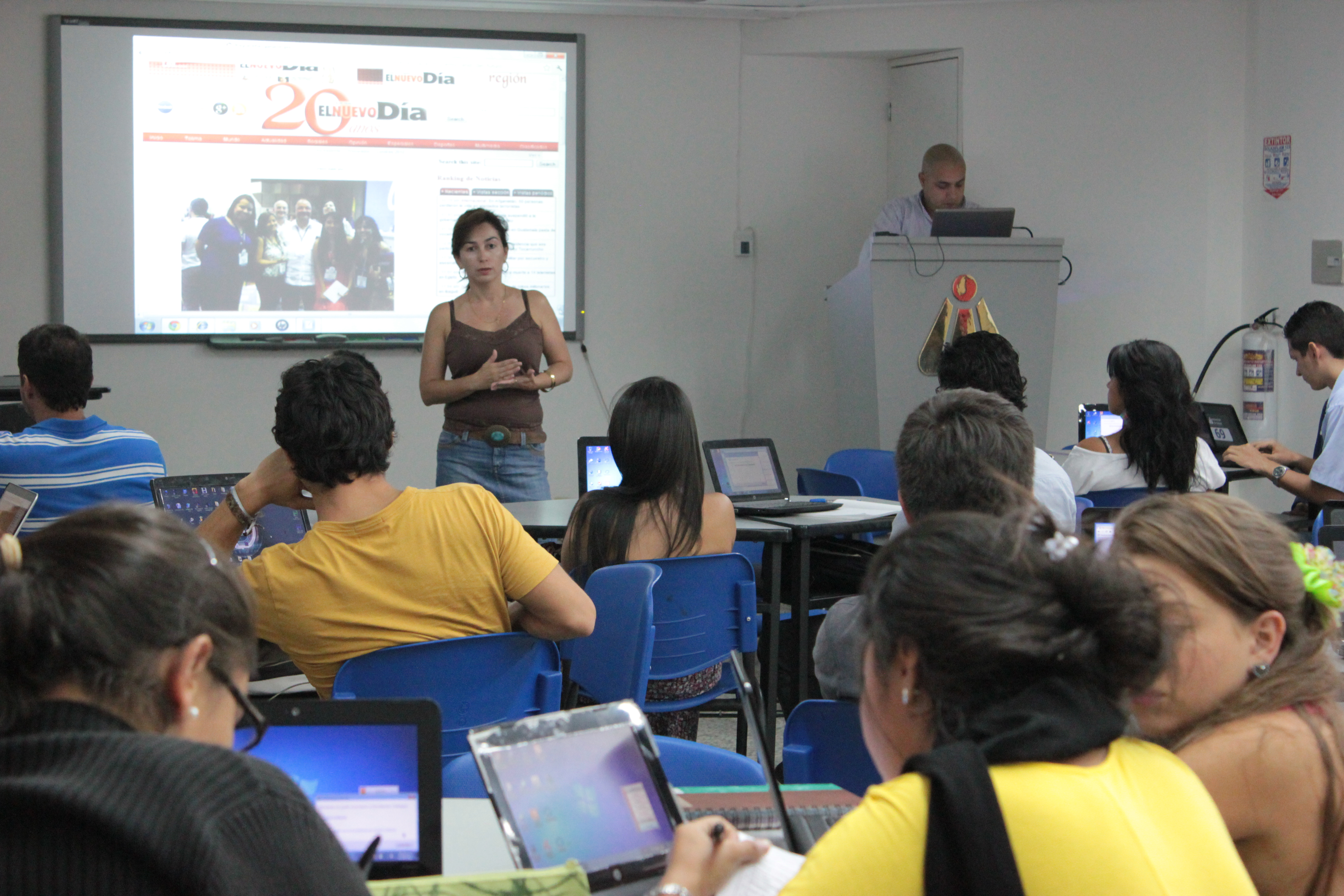
Estudiantes de la Universidad de Ibagué

Desde su creación, la Universidad surgió con un compromiso por el desarrollo regional. Por lo tanto, ha desarrollado proyectos sociales relacionados con este tema. Entre ellos se destacan  Pequeños Científicos y Ondas, dos proyectos dirigidos a niños de cinco a doce años en formación del pensamiento científico; entre otros.

## Investigación
La Universidad de Ibagué lleva a cabo la actividad científico-investigativa como una de las funciones propias de su quehacer como institución de educación superior; tal como está consignado en su Misión, Visión y Propósitos Institucionales. Es una labor que se adelanta y orienta de conformidad con los organismos de gobierno del orden nacional y regional en materia de ciencia y tecnología, y tomando como referente, entre otros, los lineamientos generales propuestos en los planes estratégicos Visión Colombia 2019 y Visión Tolima 2025.

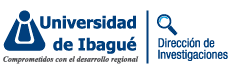
Logo investigación

El quehacer de los grupos de investigación corresponde a un amplio espectro de actividades, que incluye la formulación y el desarrollo de proyectos de investigación, la articulación y el apoyo a programas de formación de pregrado y posgrado, la formación de jóvenes investigadores, la promoción de la cultura investigativa y la transferencia de conocimiento a través de cursos especializados o contratos de consultoría.

## Sedes

### Sede Principal

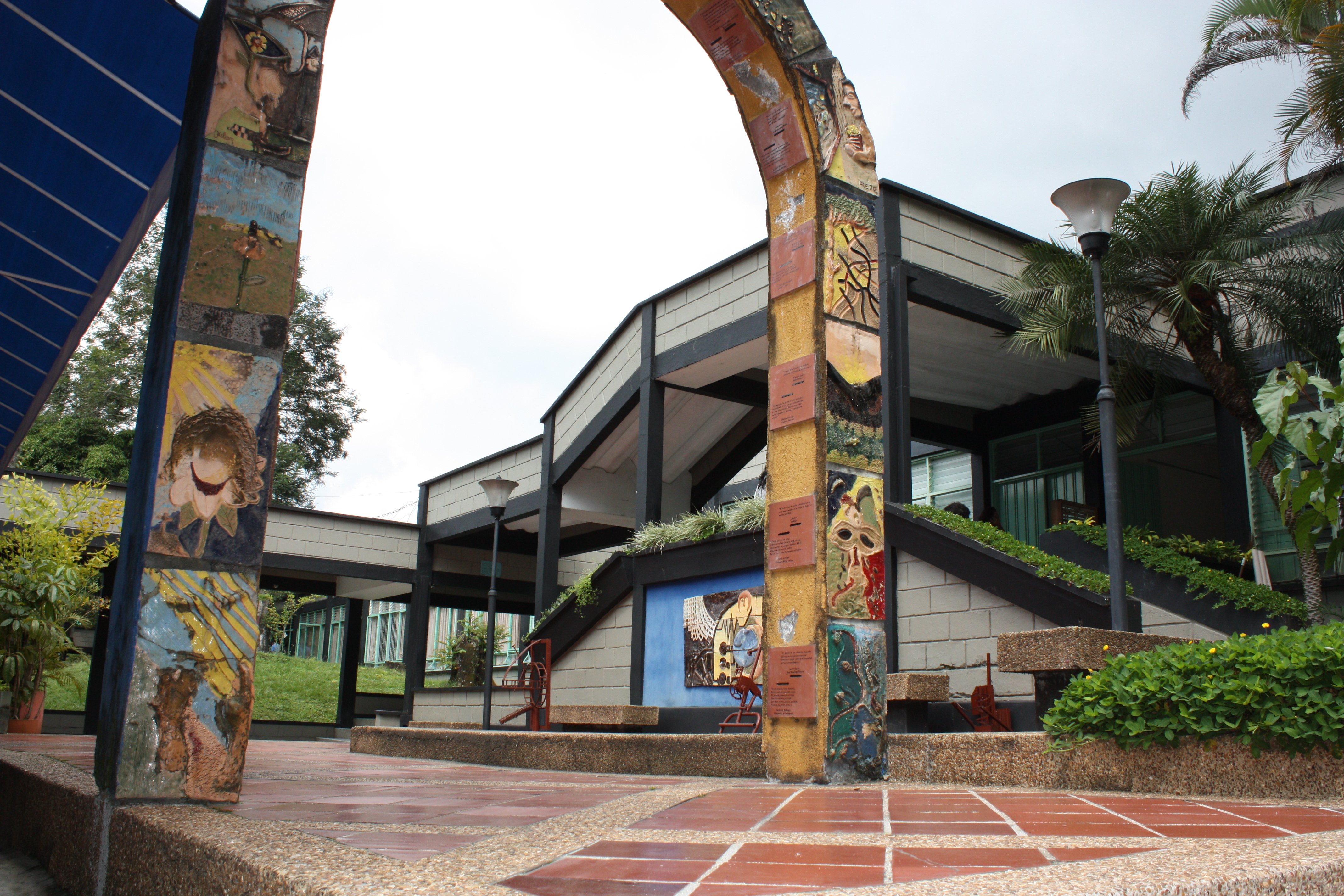
Portal Programa Arquitectura

Ubicada en la carrera 22 con calle 67 en el barrio Ambalá. Tiene un campus universitario moderno, confortable y acogedor de más de 164.000 m2, de los cuales cerca de 121.000 m2 corresponden a zonas verdes y reservas, con una arquitectura ejemplo de estética y equilibrio ecológico que crean el mejor ambiente para el desarrollo de una agradable vida académica.

## Programas de Pregrado

### Facultad de Ingeniería
- Ingeniería de Sistemas
- Ingeniería Electrónica
- Ingeniería Mecánica
- Ingeniería Civil
- Ingeniería Industrial
- Ingeniería en Analítica de Datos

### Facultad de Ciencias Económicas y Administrativas
- Economia
- Mercadeo]
- Administración de Negocios Internacionales]
- Contaduría Pública]
- Administración Financiera]
- Empresas]

### Facultad de Derecho y Ciencias Políticas
- Derecho

### Facultad de Humanidades, Artes y Ciencias Sociales
- Arquitectura
- Comunicación Social y Periodismo
- Psicología
- Diseño

### Facultad de Ciencias Naturales y Matemáticas
- Biología Ambiental

## Programas de posgrado

### Maestrías
- Maestría en Gestión Industrial
- Maestría en Derecho con énfasis en Derecho público y Derecho privado
- Maestría en Ingeniería de Control Industrial (con la cooperación académica e investigativa de las siguientes universidades: Universiteit Gent, Bélgica; Universidade do Caxias Do Sul UCS, Brasil;  Danmarks Tekniske Universitet DTU, Dinamarca; Institut National de la recherche agronomique INRA, Francia; y Katholieke Universiteit Leuven K.U. Leuven, Bélgica)  Archivado el 25 de marzo de 2016 en Wayback Machine.
- Maestría en Administración de Negocios

### Especializaciones
- Gestión Empresarial[8]
- Gestión y Control de Calidad[9]
- Derecho Penal[10]
- Derecho Civil[11]
- Derecho Administrativo[12]
- Especialización en Intervención Psicosocial

En convenio con la Universidad del Rosario:
- Finanzas[13]
- Gerencia de mercadeo[14]
- Evaluación y Desarrollo de Proyectos[15]
- Gerencia en Gestión Humana y Desarrollo Organizacional[16]
- Gerencia de Proyectos de Construcción e Infraestructura]
- Derecho Laboral y Seguridad Social